# كيناز
كيناز (بالإنجليزية: Kinase)‏، أحد أنواع الإنزيمات، ينقل مجموعات الفوسفات من الجزيئات المانحة ذات الطاقة العالية، مثل ATP، إلى ركائز محددة. ويشار إليها باسم عملية الفسفرة. تُعرف هذه العملية باسم الفسفرة ، حيث يتبرع جزيء ATP (أدينوسين ثلاثي الفوسفات) عالي الطاقة بمجموعة فوسفات لجزيء الركيزة. ينتج هذا الاسترة التبادلية ركيزة فسفرة و ADP (أدينوسين ثنائي الفوسفات). على العكس من ذلك ، يشار إليه باسم نزع الفسفرة عندما تتبرع الركيزة الفسفورية بمجموعة الفوسفات ويكتسب ADP مجموعة فوسفات (ينتج عنها ركيزة منزوعة الفسفرة وجزيء عالي الطاقة من ATP). تحدث هاتان العمليتان ، الفسفرة و نزع الفسفرة ، أربع مرات أثناء تحلل السكر.

فوسفات

## الأنواع
يعتبر انزيم كيناز واحد من أكبر مجموعات الانزيمات المحركة للبروتينات، وهي تعمل على تعديل وتنشيط في بروتينات معينة. وتستخدم على نطاق واسع تحركات لنقل الإشارات ومراقبة العمليات المعقدة في الخلايا. وقد تم تحديد أكثر من خمسمائة تحرك مختلف في البشر. كما يوجد تحركات أخرى مختلفة تعمل على جزيئات صغيرة مثل الدهون، والكربوهيدرات، والأحماض الأمينية، والنيوكليوتيدات، إما للانزعاج أو لتجهز لهم عن المسارات الأيضية. وغالبا ما يدعى تحركات بعد ركائز بهم.

## طالع أيضًا
- ميفالونات كيناز
- بروتين كيناز
- بروتين كيناز آر
- كيناز نوكليوسيد ثنائي الفوسفات